# 대한민국 제2무임소장관실
제2무임소장관실(第二無任所長官室)은 국무회의 의장이 지정하는 사항의 조사·연구 및 조정에 관한 사무를 관장하는 대한민국의 옛 중앙행정기관이다. 1975년 9월 8일 무임소장관실을 개편하여 발족하였으며 1981년 4월 8일 정무장관(제2)실로 개편되면서 폐지되었다. 제2무임소장관은 당시 여당인 민주공화당의 당무를 겸하거나 물자절약추진본부장직을 겸임하였다.

## 설치 근거 및 소과 업무
- 정부조직법 [법률 제2210호, 일부개정 1970.08.03] 제13조[1]

## 연혁
- 1975년 9월 8일 - 무임소장관실을 폐지하고 제1무임소장관실과 제2무임소장관실을 신설.
- 1981년 4월 8일 - 제1무임소장관실을 폐지하고 정무장관(제1)실을 신설.
- 1988년 4월 13일 - 제2무임소장관실을 폐지하고 정무장관(제2)실을 신설.

## 역대 장·차관

### 제2무임소 장관
- 구태회 1975년 9월 8일 ~ 1975년 12월 19일
- 민병권(閔丙權) 1975년 12월 19일 ~ 1976년 12월 4일
- 민병권(閔丙權) 1976년 12월 5일 ~ 1977년 11월 16일, 교통부장관으로 전직
- 고재필(高在珌) 1977년 12월 20일 ~ 1978년 12월 21일
- 장경순(張坰淳) 1977년 11월 17일 ~ 1978년 7월 8일
- 민병권(閔丙權) 1978년 4월 5일 ~ 1978년 12월 21일, 교통부장관 겸임
- 고재필(高在珌) 1978년 12월 23일 ~ 1979년 12월 24일
- 김영일(金永一) 1979년 12월 24일 ~ 1980년 7월 1일, 제2무임소장관 직무대리
- 권익현(權翊鉉) 1980년 7월 26일 ~ 1980년 11월 16일, 제2무임소장관 직무대리

### 제2무임소장관 보좌관(차관)
- 김영일(金永一) 1973년 3월 20일 ~ 1979년 12월 24일
- 김영일(金永一) 1979년 12월 24일 ~ 1980년
- 권익현(權翊鉉) 1980년 7월 26일 ~ 1980년 11월 16일